# Erick Torres Padilla
Erick Estéfano Torres Padilla (nascido em 19 de janeiro de 1993 em Guadalajara, Jalisco) é um futebolista Mexicano que atua pelo time de futebol norte americano AD Guanacasteca, da Costa Rica. Ele é mais conhecido como "El Cubo".

## Carreira
Torres entrou em Guadalajara como sua primeira equipe em 2010 e era um jovem promissor jogador no clube. Ele fez sua estréia oficial na Primeira Divisão do México em novembro de 2010 contra o CF Monterrey, onde ficou 21 minutos do segundo tempo. Chivas empatou o jogo em 1-1. Ele marcou dois gols contra o Pachuca, onde Chivas venceu a partida por 4-1. Ele marcou em seu primeiro "Super Clássico" em 10 de abril de 2011 contra o arqui-rival América em uma vitória por 3-0. Uma boa temporada em 2011, onde ele terminou com seis gols em 19 jogos, e sendo o segundo maior artilheiro do clube, atrás de Marco Fabián.

## Seleção
Torres fará parte do elenco da Seleção Mexicana de Futebol nas Olimpíadas de 2016.